# Xavier Leclercq
Pour les articles homonymes, voir Leclercq.
Xavier Leclercq, né le 23 avril 1944 à Douarnenez (Finistère) et mort le 25 juin 2025 à Saint-Pol-de-Léon,, est un homme d’affaires français. Il crée et développe l'entreprise Brit Air, une compagnie aérienne régionale dont le siège social est à Morlaix.

## Biographie
Licencié en droit, diplômé d'études supérieures d'économie, Xavier Leclercq a été directeur de la chambre de commerce et d'industrie de Morlaix pendant 13 ans, jusqu'à ce qu'il se consacre intégralement à la compagnie Brit Air.
Il a été président de plusieurs organisations professionnelles comme le Comité des transporteurs aériens complémentaires (France), la Fédération nationale de l'aviation marchande ou l'Association européenne des compagnies régionales. Il a également exercé des mandats électifs en Bretagne, dans la région de Morlaix : il a été conseiller municipal de Plouezoc'h, et vice-président chargé de l'économie à la Communauté d'agglomération du pays de Morlaix.
En 1995, il est nommé « Breton de l'année » par Armor Magazine. Il est aussi médaillé de l'aéronautique, chevalier de l'ordre national du Mérite, et chevalier de la Légion d'honneur (JORF du 2 janvier 1996). Il a reçu le Collier de l'Hermine en 2006 à Ploemeur.